# Örn Arnarson
Örn Arnarson (* 31. srpna 1981 Rejkjavík, Island) je islandský plavec, znakař. Jeho prvním mezinárodním úspěchem bylo vítězství na mistrovství Evropy 1998 v krátkém bazénu v britském Sheffieldu v závodě na 200 metrů znak. Na mistrovství světa v japonské Fukuoce v roce 2001 vybojoval stříbro na 100 metrů znak a bronz na 200 metrů znak.